# 1989年の政治
1989年の政治（1989ねんのせいじ）では、1989年（昭和64年・平成元年）の政治分野に関する出来事について記述する。

## 出来事

### 1月
- 1月7日 - 昭和天皇崩御。

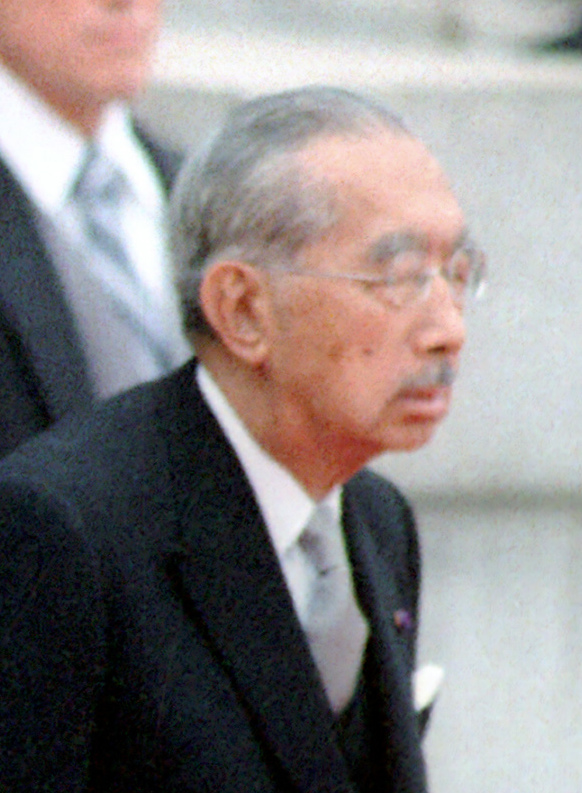
1月7日、昭和天皇崩御。激動の昭和が終わった。

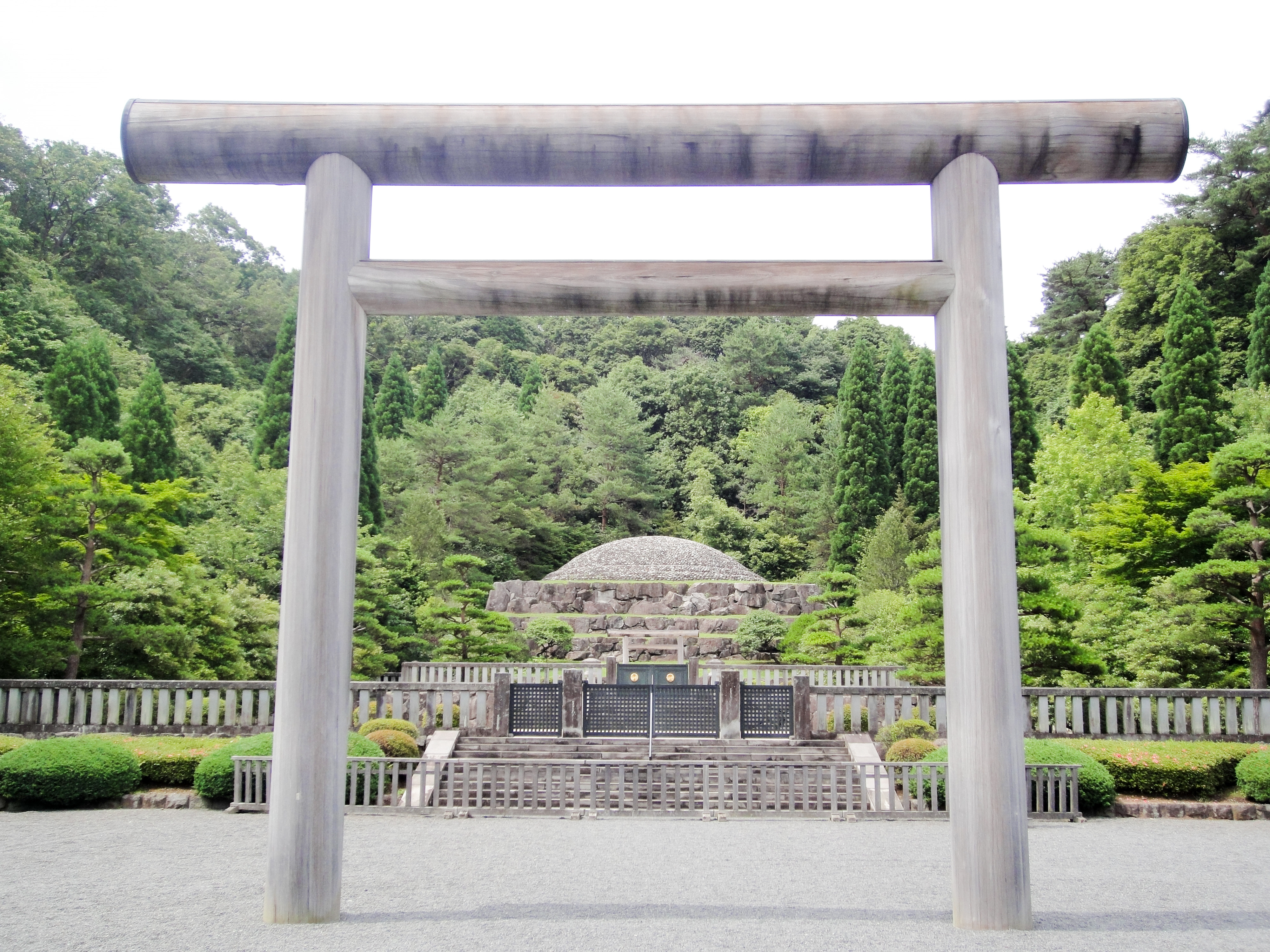
昭和天皇武蔵野陵

  - 皇太子明仁親王が皇位を継承し第125代天皇に即位。
  - 新元号は『平成』と公表。
- 1月8日 - 平成に改元される。
- 1月10日 - （ソ連）共産党中央委員会総会、ソ連人民代議員の選挙問題について討議。共産党選出代議員候補100名を決定。
- 1月18日 - （エストニア）最高会議、言語法を採択。

### 2月
- 2月6日 - （ポーランド）円卓会議、国民和解評議会設立で合意。
- 2月13日 - リクルート事件でリクルート創業者・元会長の江副浩正が逮捕される。
- 2月15日 - ソ連軍、アフガニスタン撤退完了。
- 2月22日 - ハンガリー社会主義労働者党、複数政党制復帰を決議。
- 2月24日 - 昭和天皇大喪の礼。

### 3月
- 3月15日 - ソ連共産党中央委員会総会、共産党選出代議員を選挙。
- 3月26日 - ソ連人民代議員選挙。エリツィンはモスクワ選挙区で圧勝。共産党幹部、党官僚らが続々落選する。

### 4月
- 4月1日
  - 消費税施行。税率は3%。

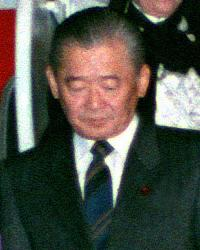
竹下登首相辞職。リクルート事件、消費税に対する逆風によって世論の轟々たる批判を浴びる中での退陣となった。

  - 仙台市が日本で11番目の政令指定都市に昇格。
  - 横浜市、京都市、大阪市など全国で最初に市制施行された31都市（市制当時赤間関市だった下関市も含む）が市制100周年。
- 4月2日 - パレスチナ解放機構（PLO）、「パレスチナ国家」宣言。大統領にヤセル・アラファト議長を選出。
- 4月9日 - グルジア・トビリシで軍と市民が衝突。
- 4月15日 - 胡耀邦前中国共産党総書記が心筋梗塞のため死去。
- 4月16日 - 北京の大学生を中心に胡耀邦追悼集会が行われる。北京市内で民主化を求める小集会が開催される（17日も）。
- 4月18日 - 北京で大学生を中心に約1万人のデモ。
- 4月21日 - 北京・天安門広場で約10万人の学生・市民デモ。
- 4月22日 - 中国民主化デモ、地方都市に波及。
- 4月25日 - 竹下登首相が退陣を表明する。
- 4月26日 - 竹下首相の秘書、青木伊平が自殺する。

### 5月
- 5月4日 - 北京・天安門広場で約10万人の学生・市民がデモと集会を行う。
- 5月11日 - モルダビア共産党中央委員会総会開催。モルダビア語（モルドバ語）の公用語化決定。
- 5月15日 - ゴルバチョフ書記長訪中。鄧小平と会談。中ソ関係改善。
- 5月17日 - ゴルバチョフ書記長帰国。
- 5月18日
  - 李鵬首相、天安門広場の学生らを訪問。ウーアルカイシらと会談。
  - リトアニア、エストニア両最高会議、独ソ不可侵条約の無効を宣言する。
- 5月20日 - 北京市内に戒厳を宣告。
- 5月21日 - 趙紫陽総書記解任・失脚。
- 5月23日 - 北京市内で100万人規模のデモ。
- 5月25日 - 第一回ソ連人民代議員大会開催（6月9日まで）。

### 6月
- 6月1日 - 岡山市市制100周年。
- 6月2日
  - 自民党両院議員総会で総裁に宇野宗佑外務大臣を選出。
  - 竹下改造内閣が総辞職。
- 6月3日
  - 宇野内閣発足。内閣官房長官に塩川正十郎、自民党幹事長に橋本龍太郎。
  - ウズベク共和国のフェルガナで民族衝突。
- 6月4日 - 3日から4日にかけて、人民解放軍、デモに参加した市民を虐殺。天安門事件。
- 6月13日 - 西独・ソ連共同宣言。制限主権論（ブレジネフ・ドクトリン）を放棄。
- 6月18日 - ミャンマーの軍事政権が同国の英語国号をBurmaからMyanmarに改称。
- 6月23日 - 中国共産党四中全会、天安門事件を「反革命暴乱」と規定。
- 6月 - ポーランドで、部分的自由選挙実施。非労働党政党「連帯」が上院過半数を占める。東欧革命のさきがけ。

### 7月

第15回参議院選挙党派別勢力図

- 7月1日 - 甲府市、岐阜市市制100周年。
- 7月7日 - 堀之内久男農水相、三重県内の演説会で、「女性が政治の世界で使い物になるか。」と発言（後に撤回）。
- 7月9日 - 坂野重信自治相、「消費税は税率4パーセントが良い。」と発言（後に撤回）。
- 7月20日 - ビルマの民主化運動指導者アウンサンスーチーが軍事政権により自宅軟禁下に置かれる。
- 7月23日 - 第15回参議院議員通常選挙。自民党歴史的大敗により宇野首相辞意を表明。
- 7月30日 - ソ連の急進改革派が地域間代議員グループを結成する。

### 8月
- 8月10日 - 第1次海部内閣発足。外務大臣に中山太郎、大蔵大臣に橋本龍太郎。自民党幹事長に小沢一郎。
- 8月19日 - ハンガリーで汎ヨーロッパ・ピクニックが開催、オーストリアへの亡命者が出る。

### 9月
- 9月8日 - ウクライナで民族主義団体「ルフ」（ルーフ）の創設大会。

### 10月
- 10月1日 - 名古屋市、鳥取市、徳島市市制100周年。
- 10月18日 - 東独のエーリヒ・ホーネッカー社会主義統一党書記長・国家評議会議長辞任。
- 10月23日 - ハンガリーが社会主義体制を放棄、ハンガリー共和国に改称。ハンガリー社会主義労働者党は、ハンガリー社会党に党名変更。

### 11月
- 11月9日 - 東ドイツがベルリンの壁の通行を自由化。
- 11月11日 - ベルリンの壁崩壊。
- 11月22日 - 日本労働組合総連合会（連合）発足。
- 11月24日 - チェコスロバキアのビロード革命。共産党政権が崩壊。

### 12月

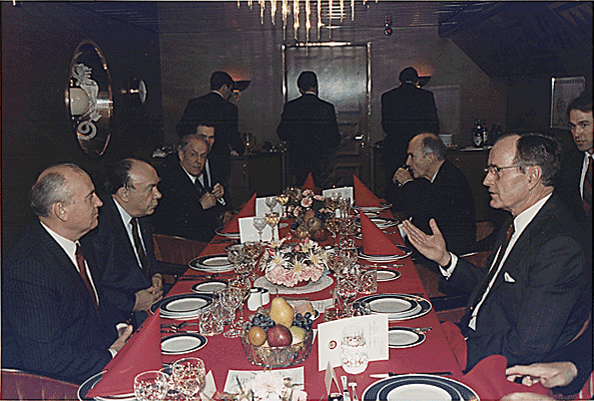
会食するゴルバチョフとブッシュ（マクシム・ゴーリキー号内で）。

- 12月1日 - ローマ教皇ヨハネ・パウロ2世とゴルバチョフ・ソ連最高会議議長が会談。
- 12月2日 - 中華民国で立法委員増額選挙実施。
- 12月3日 - 米ソ首脳によるマルタ会談。冷戦の終結を宣言。
- 12月12日 - 第二回ソ連人民代議員大会開催（24日まで）
- 12月14日 - アンドレイ・サハロフ博士死去。
- 12月15日 - 松山市市制100周年。
- 12月20日 - 米軍パナマ侵攻。
- 12月21日 - （ルーマニア）ニコラエ・チャウシェスクの演説中に、聴衆が暴徒化し治安部隊が鎮圧。ワシーリ・ミリャ国防大臣が民衆への発砲命令を拒否し、処刑される。（ルーマニア革命の勃発）
- 12月22日 - （ルーマニア）軍がチャウシェスクに反旗を翻し、救国戦線評議会を結成。チャウシェスクは、妻エレナと首都ブカレストから脱出。救国戦線評議会が政権を掌握する。
- 12月23日 - （ルーマニア）チャウシェスク夫妻がトゥルゴビシュティで救国戦線に身柄拘束される。
- 12月25日 - （ルーマニア）チャウシェスク夫妻が軍事裁判で銃殺刑の判決、即日執行される。